# Cratoneuropsis subrelaxa
Cratoneuropsis subrelaxa är en bladmossart som beskrevs av Brotherus 1925. Cratoneuropsis subrelaxa ingår i släktet Cratoneuropsis och familjen Amblystegiaceae. Inga underarter finns listade i Catalogue of Life.